# Steliano Filip
Steliano Filip (n. Buzău, 15 de mayo de 1994) es un futbolista rumano que juega en la demarcación de centrocampista y que actualmente se encuentra sin equipo.

## Selección nacional
Tras jugar con la selección sub-17, sub-19 y sub-21, finalmente debutó con la selección absoluta de Rumania el 17 de noviembre de 2015 en un partido amistoso contra Italia que finalizó con un resultado de empate a dos tras los goles de Bogdan Stancu y Florin Andone por parte de Rumania, y de Claudio Marchisio y Manolo Gabbiadini por parte de Italia.

## Clubes
| Club                | País    | Año       | Partidos | Goles |
| ------------------- | ------- | --------- | -------- | ----- |
| FCMU Baia Mare      | Rumania | 2011-2012 | 16       | 2     |
| Dinamo de Bucarest  | Rumania | 2012-2018 | 153      | 6     |
| Hajduk Split        | Croacia | 2018-2019 | 11       | 0     |
| FC Dunărea Călărași | Rumania | 2019      | 7        | 1     |
| Viitorul Constanța  | Rumania | 2019-2020 | 12       | 0     |
| AEL                 | Grecia  | 2020-2021 | 22       | 0     |
| Dinamo de Bucarest  | Rumania | 2021-2022 | 46       | 1     |
| Mezőkövesd-Zsóry SE | Hungría | 2022-2023 | 26       | 0     |

## Palmarés
| Título          | País    | Club               | Año  |
| --------------- | ------- | ------------------ | ---- |
| Copa de la liga | Rumania | Dinamo de Bucarest | 2017 |